# Jacques Malaterre
Pour les articles homonymes, voir Malaterre.
Jacques Malaterre est un réalisateur et metteur en scène français, né à Avignon (Vaucluse).

## Biographie
- Si vous ne connaissez pas le sujet, laissez ce bandeau (vous pouvez alors contacter les auteurs).
- Si vous supprimez le contenu mis en cause (vous pouvez préalablement contacter les auteurs),

argumentez précisément cette suppression dans la page de discussion
(un manque de référence n'est pas un argument ; une recherche réelle de référence doit avoir été effectuée, être formellement documentée).
Jacques Malaterre a été éducateur pour l’enfance inadaptée pendant plus de douze ans et chargé de cours à l'université de Provence. En 1989, il devient réalisateur. D’abord documentariste, ses films lui permettent de poursuivre son exploration du monde et des gens. Il approche ainsi le domaine de l’art en filmant Zingaro, Maria Casarès, Béjart, Pina Bausch… mais aussi celui de la littérature en réalisant les portraits de J. M. G. Le Clézio, René Char, Pascal Quignard… Il n’en oublie pas pour autant la société et l’histoire avec le week-end des français, les supporters de l’OM ou la Libération de 1944… Sa soif de connaître et son bonheur à découvrir le conduisent aussi au bout du monde avec des films sur les pêcheurs à la loutre au Viêt-Nam, les Tsaatans en Mongolie ou encore les hippopotames en Ouganda…
En 1996, il se met à travailler pour la fiction tout en gardant la passion des personnages qu’il a approfondie dans le documentaire. Il crée ainsi plusieurs séries télévisées comme Boulevard du Palais, Commissariat Bastille, SOS 18, ou réalise différents téléfilms tels que L’Amour Interdit, Fibre mortelle… TF1, France 2, France 3, Arte, M6 ou Canal + sont alors ses terrains d’expression.
En 2001, après plus de deux ans de travail, il réalise L’Odyssée de l’Espèce, qui connait un grand succès télévisuel dans le monde.
Après avoir gagné la mise en scène de théâtre avec La vie sexuelle de Catherine M et Agatha de Marguerite Duras, Jacques Malaterre renouera avec le documentaire-fiction. À travers deux films, il raconte la préhistoire de nos ancêtres avec Homo Sapiens, et la naissance des civilisations avec Le Sacre de l’Homme. De plus, entre 2005 et 2006, il est président de la commission du COSIP pour le CNC.
En 2008, il tourne un film historique sur L’Assassinat d’Henri IV avant de réaliser en 2009, après six ans de travail, son premier long métrage de fiction Ao, le dernier Néandertal, sorti en salles le 29 septembre 2010, année où il met en scène pour France Télévisions une adaptation de la nouvelle de Prosper Mérimée Carmen, avec Vicky Luengo dans le rôle principal. Il adapte également, en bande dessinée, L’Odyssée d’Ernest Shackleton (Sur les bords du monde Tome 1 – sorti en juin 2012 / Sur les bords du monde Tome 2 – sorti en février 2014).
En 2011, il développe pour les États-Unis et le marché européen une série de fictions historiques en 12 épisodes : Vercingétorix, l’homme qui a dit non à Jules César et tourne pour France 3 un grand reportage Les Calanques, Secrets et Merveilles.
En juillet de la même année, Jacques Malaterre est fait Chevalier de la légion d’honneur.
La même année, il co-écrit pour le cinéma une adaptation de l’œuvre de Henri Bosco L’enfant et la rivière et une comédie sentimentale Une nuit à Rome inspirée de la bande dessinée éponyme.
En 2012, il reçoit le prix Marianne pour l’ensemble de sa carrière. En 2013, pour France 2, il réalise sans le signer, un grand documentaire nature Le plus beau pays du monde. Dans le même temps, il crée et réalise le pilote d’une nouvelle série documentaire pour France 5 Ceux du bout du monde.
En 2014 il tourne un téléfilm pour France 2 Monsieur Max et la rumeur, de et avec Patrick Sébastien, meilleure audience fiction pour la chaine depuis 2012.
Dans le même temps, les Editions Belin publient Les trente nuits qui ont fait l’Histoire où Jacques Malaterre écrit la nouvelle : Le jour où l’Homme a cru découvrir le feu.
En 2015, il est directeur de collection de la série documentaire pour Arte Les Oubliés de l’Histoire (20 × 26 min) dont il réalise 12 épisodes. Dans le même temps, il est aussi consultant pour Ubisoft.
En janvier 2016, il tourne pour France 2 le téléfilm L’Affaire de Maitre Lefort avec Patrick Sébastien et, en mai 2016, le téléfilm La Loi de Christophe avec Richard Anconina pour France 3.
En 2017, il réalise le téléfilm Une chance sur Six avec Patrick Sébastien et Anne Sila pour France 2. Il est également directeur artistique sur le film Qui a tué Neandertal ? pour France 5 et met en scène Patrick Sébastien dans son nouveau spectacle Avant que j’oublie… Dans le même temps, il écrit pour France 2 Brûlez Molière ! une fiction historique qu’il tourne en mars 2018.
En mai 2018, après trois ans de tournage, il termine son documentaire Les secrets du plus grand cabaret du monde pour France 2 et capte au mois de juillet pour la même chaine le spectacle de Patrick Sébastien Que du bonheur à Trélazé.
En 2019, il réalise les séquences fiction du documentaire-fiction Révolution (2x52’ – France 2) et développe pour France 2 un documentaire-fiction qu’il écrit avec Yves Coppens Les derniers secrets de l’humanité.
Après avoir développé plusieurs projets avec Gaspard Koenig, il co-réalise avec ce dernier le documentaire le cul sur la selle 52’ dans le courant de l’année 2020.
En 2021 et 2022, il prépare et tourne en Chine le documentaire-fiction Les derniers secrets de l’humanité destiné au cinéma et à la télévision. 

## Filmographie

### Cinéma
- 2010 : Ao, le dernier Néandertal

### Télévision

#### Séries télévisées
- 1995 - 1996 : Les Seigneurs des animaux - épisodes : Les Tsaatan, ceux qui chevauchent les rennes - La Légende de l'homme loutre
- 1999 - 2000 : Boulevard du Palais épisodes : La Jeune Morte - La Guerre des nerfs - Le Prix d'un enfant - La Jeune Fille et la Mort
- 2000 : Sauvetage - épisode : Prisonniers sous la terre
- 2000 : Vérité oblige - épisode : Fibre mortelle
- 2001 : Commissariat Bastille - épisode : En toute innocence
- 2002 - 2004 : SOS 18 - épisodes : Accident de parcours – Tête à l'envers – La Vie en rouge
- 2009 : Ce jour-là, tout a changé - épisode : L'Assassinat d'Henri IV
- 2012 : Ceux du bout du monde (série documentaire) : épisode - Kullorsuaq, juste avant la nuit
- 2016 : Les Oubliés de l'histoire (série -documentaire) : épisodes : Jerzy Popieluszko - René Dumont - Louise Weiss - Matéo Maximoff - Gala Dali - Manolete - Alexandros Panagoulis - Théo Sarapo - Carl Lutz - Salvatore Giuliano - Grisélidis Réal - Matéi Pavel Haiducu - Jacqueline Auriol

#### Téléfilms
- 1993 : L'Amour dans l'âme (court-métrage)
- 1997 : Juge et Partie
- 1997 : Le Cri du silence
- 1997 : La Colère d'une mère
- 1998 : Le Choix d'une mère
- 2000 : L'Arlésien
- 2003 : L'Odyssée de l'espèce (docu-fiction)
- 2004 : L'Amour interdit
- 2005 : Homo sapiens (docu-fiction)
- 2007 : Le Sacre de l'Homme (docu-fiction)
- 2011 : Carmen
- 2011 : Calanques, les secrets, légendes et merveilles (documentaire)
- 2013 : Le Plus Beau Pays du monde (documentaire) coréalisé avec Frédéric Fougea
- 2014 : Monsieur Max et la Rumeur
- 2016 : L'Affaire de maître Lefort
- 2016 : La Loi de Christophe
- 2017 : Une chance sur six
- 2018 : Les Secrets du Plus Grand Cabaret du monde (documentaire)
- 2019 : Brûlez Molière !
- 2019 : Révolution (documentaire) co-réalisation avec Hugues Nancy
- 2020 : Le cul sur la selle (documentaire) co-réalisation avec Gaspard Koenig
- 2024 : Les derniers Secrets de l'Humanité (docu-fiction)

## Théâtre
Metteur en scène
- 2004 : Agatha de Marguerite Duras, théâtre de Vidy (Lausanne)
- 2003 : La Vie sexuelle de Catherine M., d'après Catherine Millet, théâtre Fontaine
- 2017 : Avant que j'oublie, de Patrick Sébastien, tournée

## Publications
- 2005 : Homo Sapiens - bande dessinée co-écrite avec Frédéric Fougea et Pierre Pelot / dessinateur Loïc Malnati - éditions Bamboo
- 2007 : Le Sacre de l'homme - bande dessinée co-écrite avec Loïc Malnati / dessinateur André Cheret - éditions Bamboo
- 2012 / 2014 : Sur les bords du monde (tomes 1 et 2) d’après L’Odyssée d’Ernest Shackleton - bande dessinée co-écrite avec Jean-François Henry / dessinateur Olivier Frasier - éditions Bamboo
- 2014 : Les Trente Nuits qui ont fait l'histoire - nouvelle : La Nuit où l'homme crut qu'il avait inventé le feu, éditions Belin

## Distinction
- Chevalier de la Légion d'honneur le 14 juillet 2011.